# Anna Greta Adamsen
Anna Margareta Adamsen, född 17 juni 1875 i Maria Magdalena församling, Stockholms stad, död 3 februari 1951 i Täby församling, Stockholms län, var en svensk skådespelerska.

## Biografi
Anna Greta Adamsen föddes 1875. Hon var från 1894 till 1895 elev vid Dramatiska teatern i Stockholm. Adamsen var från 1895 till 1896 anställd hos Lindberg och från 1896 till 1897 hos Rydberg. Adamsen avled 1951 i Täby.
Adamsen har bland annat innehaft rollerna som Mechtild i Bröllopet på Ulfåsa, Regina i Gengångare, Anna i Kärlekens komedi, Brigida i Kronans kaka, Antoinette i Kl'deshandlaren och hans måg, Grevinnan i Unge greven, Titti-Grå i Hin och småländningen, samt Polly i Fruarna Schackleton.
Adamsen var gift med folkmusikern Thore Härdelin.